# Belau (település)
Belau település Németországban, Schleswig-Holstein tartományban. Lakosainak száma 366 fő (2023. december 31.).

## Népesség
A település népességének változása:
| Lakosok száma | 389  | 366  | 365  | 390  | 384  | 366  |
|               | 1975 | 2017 | 2019 | 2021 | 2022 | 2023 |